# Emirat de Kebbi
L'emirat de Kebbi (localment també Kabi), també conegut com a emirat d'Argungu és un emirat històric i avui dia un estat tradicional de Nigèria, basat en la ciutat d'Argungu a l'estat de Kebbi. És el successor de l'antic regne haussa de Kebbi.
L'Emirat és un de quatre emirats tradicionals de l'estat de Kebbi, sent els altres Gwandu, Yauri i Zuru.

## Ubicació
L'emirat de Kebbi està situat al nord-oest del modern estat de Kebbi. En temps anteriors es va estendre al sud de la seva capital original de Birnin Kebbi, la qual és ara capital de l'emirat de Gwandu i del propi estat de Kebbi. El paisatge és principalment sabana sudanesa, zones obertes amb arbres escampats. És encreuat per les terres baixes del riu Rima, els quals són d'inundació estacional.
Hi ha una estació humida entre maig i setembre, amb petita pluja petita la resta de l'any. La pluviositat anual és aproximadament 800mm. Les temperatures mitjanes són aproximadament 26 °C, variant de 21 °C a l'hivern a 40 °C entre abril i juny.
Kebbi és poblat pels kebbawa, un subgrup dels haussa.

## Història

### Orígens
Kebbi és tradicionalment considerat pertanyent al Banza Bakwai dels estats de Haussaland. Segons una lleganda haussa (localment desconeguda), el regne de Kebbi era un dels Banza Bakwai ("set bastards") o set "estats" il·legítims. Els governants d'aquests estats se suposa que tracen el seu llinatge d'una concubina del pare fundador haussa, Bayajidda, per això el localment desmereixedor terme banza ("il·legítim").
Les primeres referències històriques daten del temps en què l'àrea va quedar sota govern de Songhai durant el regnat de Sunni Ali (1464–1492). Muhammadu Kanta, un immigrant haussa de Kuyambana al sud de Katsina esdevingué governador militar de facto de la sub-província de Kebbi de l'Imperi Songhai, i va declarar la seva independència el 1516. Durant aquest període Surame, de la qual les muralles massives encara sobreviuen, era la capital del regne.
Kebbi esdevingué un poder important en la regió, resistint els atacs de l'Imperi Songhai i expandint-se cap al Yauri i Nupe, terres més al sud, i derrotant els intents del Sultanat de Bornu per envair i ocupar els estats hausses. Tanmateix, després de la mort de Kanta el 1556 els estats haussa van deixar de pagar tribut, i el seu fill i successor Ahmadu no va intentar obligar-los per força. Al final del segle xvi Kebbi havia esdevingut un regne menor. La caiguda de l'Imperi Songhai a mans d'Àhmad al-Mansur a la batalla de Tondibi en 1591 va deixar un buit de poder a gran part de l'Àfrica central, que van propiciar l'establiment de sultanats hausa, destacant els sultanats de Gobir, i l'Emirat de Kebbi a la vall del riu Rima i l'Emirat de Zamfara, que guerrejaven entre ells fent batudes d'esclaus, i per finançar la guerra constant, van imposar impostos elevats als seus ciutadans.

### La guerra fulani
Durant la guerra fulani, el 1808, Abdullahi dan Fodio, el germà més jove de Osman Dan Fodio, va derrotar les forces de Kebbi. Esdevingué governant de l'emirat de Gwandu, el qual va dominar el nord-est del califat de Sokoto. El Sarkin Kebbi, Muhammadu Hodi, va ser expulsat de la seva capital i reemplaçat per un governant titella, Usuman Masa. Tanmateix, els kebbawa van continuar resistint, i Abdullahi era incapaç de completar la conquesta. Muhammadu Hodi va lluitar a la vall de Zamfara, i el seu successor Karari va lluitar a Argungu i Zazzagawa. A la mort de Karari el 1831, el seu fill Yakubu Nabame es va rendir, i per 16 anys va viure a l'exili a Sokoto fins que el sultà Aliyu Babba li va permetre per retornar a Argungu com a vassall del Califat.
El 1849 Yukubu va renunciar al vassallatge i es va proclamar Sarkin Kebbi. Després de diverses batalles, incloent un moment un setge d'Argungu per les forces de Sokoto, el sultà Aliyu de Sokoto va acabar reconeixent la independència de l'emirat de Kebbi amb centre a Argungu. Kebbi va passar a formar un enclavament hostil entre Sokoto i Gwandu, i les lluites esporàdiques van continuar els següents cinquanta anys. En 1859 Yakubu, germà i successor de Yusufu Mainasara, va morir en batalla a la rodalia del riu Rima. El 1860 l'emir de Gwandu, Haliru, va morir en la batalla de Karakara. Ahmadu Rufai, escollit soldà en 1867 va fer les paus amb els Kebbawa acordant una treva amb el sultà d'Argungu, Abdullahi Toga i reconèixer la independència de Emirat de Kebbi i els seus drets a posseir les terres restants que els Kebbawa havien recuperat. El 1875 va esclatar altre colp la guerra quan el poble de Fanna a la part baixa de la vall del riu Rima van decidir sotmetre's a Gwandu. Sarkin Kebbi Sama'ila va aconseguir una sèrie d'èxits contra Gwandu entre 1883 i 1903, amb algun sever ensurt, fins a l'establiment del domini britànic i la creació del protectorat de Nigèria del Nord finalment va posar fi a les lluites.

### Ocupació colonial
El 5 d'agost de 1890 els britànics i francesos van concloure un acord per dividir Àfrica de l'oest entre els dos poders colonials sense consultar als nadius. Sota aquest acord, Gran Bretanya adquiriria tots els territoris fins al Sultanat de Sokoto, que també li correspondria, mentre França agafaria les terres al nord. El francès Parfait-Louis Monteil va ser posat al front d'una expedició per descobrir els límits del nord del Sultanat de Sokoto. Va arribar a Argungu a l'estiu de 1891 però l'Emirat de Kebbi fou derrotat per Sokoto el març de 1892 i forçat a un cop més esdevenir un estat subjecte. Monteil també va trobar poca evidència de la presència reclamada a la regió de la Companyia Reial del Níger, a part d'uns quants dipòsits comercials a Gwandu.
Quan els britànics van escoltar l'informe de Monteil, i llavors van sentir que el francès havia aixecat la seva bandera a Argungu, va despatxar tropes a aquesta ciutat el 1898, on no van trobar cap presència francesa. Els britànics van establir una força permanent a Argungu el 1902 per proporcionar protecció a les caravanes franceses que travessaven la zona britànica per acord, i llavors per protegir la comissió fronterera que delimitava la frontera entre les esferes franceses i britàniques. Havent sentit que el sultà de Sokoto reunia les seves forces, aquesta força i altres foren enviades a Sokoto on després d'algunes lluites van aconseguir una victòria decisiva.
Sarkin Sama havia donat la benvinguda als britànics per raons polítiques, ja que de llavors ençà sota el sistema britànic de govern indirecte fou capaç de recuperar i consolidar el seu poder.
Per 1908, el poder britànic no era questionat. A un durbar celebrat el 1908 pel governador colonial Frederick Lugard, els emirs de Kebbi i Gwandu i el sultà de Sokoto van assistir vigorosament, amb un espectacle de quinze mil cavallers i camells. Els emirs van donar a Lugard setze ponis com a tribut, i es van prostrar davant d'ell.
Els britànics van establir un sistema on els emirs van rebre competències diverses que els donaven certa autoritat administrativa subjecte a la direcció d'agents de Districte britànics. La posició d'Argungu no va subsistir; els mosquits eren tan dolents que el oficial de districte havia de dormir amb una gàbia mosquitera especialment construïda.

## Governants

### Regne Hausa basat a Surame i Birnin Kebbi
Governants del regne haussa abans de la incorporació al califat de Sokoto:
| Inici | Final | Governant                                           |
| ----- | ----- | --------------------------------------------------- |
| 1515  | 1561  | Muhammad Kantu                                      |
| 1561  | 1596  | Ahmad I                                             |
| 1596  | 1619  | Dawud                                               |
| 1619  | 1621  | Ibrahim I                                           |
| 1621  | 1636  | Sulayman I                                          |
| 1636  | 1649  | Muhammad                                            |
| 1649  | 1662  | Maliki                                              |
| 1662  | 1674  | Umar Giwa                                           |
| 1674  | 1676  | Muhammad Kaye 1674-1676                             |
| 1676  | 1684  | Ibrahim II 1676- 1684                               |
| 1684  | 1686  | Muhammad Na Sifawa                                  |
| 1686  | 1696  | Ahmad II 1686-1696                                  |
| 1696  | 1700  | Tomo dan Muhammadu (o Dan Ibrahim?)                 |
| 1700  | 1717  | Muhammadu dan Giwa                                  |
| 1717  | 1750  | Muhammadu Isma`ila Ta-Gandu dan Muhammadu Na Sifawa |
| 1750  | 1754  | Muhammadu dan Ta-Gandu                              |
| 1754  | 1775  | Abd Allahi Toga dan Ta-Gandu                        |
| 1775  | 1803  | Sulemana dan `Abd Allahi Toga                       |
| 1803  | 1803  | Abu Bakar Ukar dan Sulemana                         |
| 1803  | 1826  | Muhammadu Hodi dan Sulemana (+ 1826)                |
| 1826  | 1831  | Karari Ismaila dan Sulemana (+ 1831)                |

### Estat successor haussa basat a Argungu
Governants de l'emirat Haussa establert a Argungu:
| Inici | Final | Governant                                       |
| ----- | ----- | ----------------------------------------------- |
| 1849  | 1854  | Yaqubu Nabame dan Ismaila (+ 1854)              |
| 1854  | 1859  | Yusufu Maynassara dan Ismaila + 1859)           |
| 1859  | 1860  | Muhammadu Baare dan Yaqubu Nabame (+ 1860)      |
| 1860  | 1883  | Abd Allahi Toga dan Ismaila (+ 1883)            |
| 1883  | 1915  | Sama'ila dan Yaqubu Nabame (+ 1915)             |
| 1915  | 1920  | Sulemana dan Yaqubu Nabame (+ 1920)             |
| 1920  | 1934  | Muhammadu Sama dan Ismaila (+ 1934)             |
| 1934  | 1942  | Muhammadu Sani Muza dan Muhammadu Sama (+ 1942) |
| 1942  | 1953  | Muhammadu Ismaila dan Mudi (+ 1953)             |
| 1953  | 1959  | Muhammadu Shefe dan Muhammadu Sama              |
| 1960  | 1996  | Muhammadu Mera Muza dan Muhammadu Sani          |
| 1996  |       | Sama'ila Mohammed Mera                          |